# Alfred Pracht
Alfred Karl Pracht (* 10. März 1946 in Svor, Tschechoslowakei) ist ein deutsch-böhmischer Pädagoge, Politikwissenschaftler und Politiker (LDPD, ab 1990 FDP). Von 1990 bis 1994 war er für eine Legislaturperiode Abgeordneter im Landtag Brandenburg.

## Leben und Beruf
Nach dem Besuch der Erweiterten Oberschule arbeitete Pracht von 1964 bis 1968 als Lehrer am Pädagogischen Institut in Leipzig. Von 1970 bis 1976 war er als Lehrer und Internatsleiter an einer Erweiterten Oberschule tätig. Von 1976 bis 1981 hatte er eine Stelle als Diplom-Staatswissenschaftler an der Akademie für Staats- und Rechtswissenschaft (ASR) in Babelsberg inne. Heute (2008) arbeitet er als Regionalmanager für Fachkräftesicherung in Cottbus.
Alfred Pracht ist geschieden und hat zwei Kinder.

## Politik
Pracht trat 1967 in die LDPD ein und war von 1969 bis 1974 Vorsitzender einer Grundeinheit der Partei. Von 1974 bis 1990 war er Mitglied des LDPD-Bezirksvorstandes Cottbus, von 1986 bis 1990 auch stellvertretender Bezirksvorsitzender. 1990 wurde er Bezirksgeschäftsführer der LDP/FDP. Bei der Landtagswahl 1990 wurde er in den Brandenburger Landtag gewählt, dem er bis 1994 angehörte. Hier war er Mitglied des Ausschusses für Arbeit, Gesundheit, Soziales und Frauen, des Ausschusses für Haushaltskontrolle, des Rechtsausschusses sowie des Ausschusses für Ernährung, Landwirtschaft und Forsten. Im Parlament vertrat er den Wahlkreis Cottbus I.
Pracht ist seit 1998 Vorsitzender des FDP-Kreisverbandes Cottbus und seit 2003 auch Vorsitzender des FDP-Stadtverbandes Cottbus. Darüber wurde er zum Ehrenvorsitzenden der FDP Lausitz gewählt. Ferner ist er Stadtverordneter in Cottbus.